# Гаврил Балінт
Гаври́л Пеле́ «Га́бі» Ба́лінт (рум. Gavril Pele «Gabi» Balint; нар. 3 січня 1963, Синджеорз-Бей, Бистриця-Несеуд, Румунія) — румунський футболіст, що грав на позиції нападника. По завершенні ігрової кар'єри — футбольний тренер.

## Титули і досягнення

### Гравець
- Чемпіон Румунії (5):

«Стяуа»: 1984-85, 1985-86, 1986-87, 1987-88, 1988-89
- Володар Кубка Румунії (7):

«Стяуа»: 1984-85, 1986-87, 1987-88, 1988-89
- Володар Кубка чемпіонів УЄФА (1):

«Стяуа»: 1985-86
- Володар Суперкубка Європи (1):

«Стяуа»: 1986
- Найкращий бомбардир Чемпіонату Румунії (1):

«Стяуа»: 1989-90

### Тренер
- Чемпіон Молдови (1):

«Шериф»: 2002-03
- Володар Суперкубка Молдови (1):

«Шериф»: 2003
- Переможець Кубка Співдружності (1):

«Шериф»: 2003